# Derek and the Dominos
Derek and the Dominos là ban nhạc blues rock người Anh, được thành lập vào mùa xuân năm 1970 bởi ca sĩ và tay guitar Eric Clapton, keyboard và ca sĩ Bobby Whitlock, cây bass Carl Radle và tay trống Jim Gordon. Tất cả các thành viên đều từng chơi cho nhóm Delaney & Bonnie and Friends, cùng lúc hoặc sau khi Clapton tham gia cùng nhóm Blind Faith. Dave Mason là người hỗ trợ họ trong những buổi thu âm cũng như chơi những bản nháp đầu tiên. Một nghệ sĩ khách mời tên tuổi khác cũng từng chơi cùng ban nhạc đó là George Harrison mà album solo đầu tay của anh All Things Must Pass đánh dấu sự ra đời của Derek and the Dominos.
Ban nhạc thực tế chỉ cho phát hành duy nhất 1 album phòng thu Layla and Other Assorted Love Songs, sản xuất bởi Tom Dowd với sự tham gia của Duane Allman trong vai trò slide guitar. Album-kép này nhận được rất nhiều đánh giá tích cực, song ban đầu lại có thành tích rất nghèo nàn trên sóng phát thanh. Cho dù được ra mắt từ năm 1970, nhưng phải tới năm 1972 đĩa đơn chủ đạo "Layla" (lấy cảm hứng từ cảm xúc thất tình của Clapton đối với người vợ của Harrison, Pattie Boyd) mới lọt được vào top 10 ở Mỹ và Anh. Album sau này được coi là một trong những thành tựu lớn nhất sự nghiệp Clapton.

## Thành viên
- Eric Clapton – hát chính, guitar.
- Bobby Whitlock – keyboard, hát nền.
- Carl Radle – bass.
- Jim Gordon – trống.
- Dave Mason – guitar (trong những buổi diễn và buổi thu âm đầu tiên).
- Duane Allman – guitar (tham gia vào phần lớn các ca khúc của Layla and Other Assorted Love Songs và trình diễn cùng ban nhạc 2 lần trong tour diễn tại Mỹ).

## Danh sách đĩa nhạc
Album phòng thu
- Layla and Other Assorted Love Songs (1970)

Album trực tiếp
- In Concert (1973)
- Live at the Fillmore (1994)

Ấn phẩm khác
- The Layla Sessions: 20th Anniversary Edition (1990)

Đĩa đơn
- "Tell the Truth" / "Roll It Over" (Atco, 1970)
- "Layla" / "Bell Bottom Blues" (Polydor, 1970)
- "Layla" / "I Am Yours" (Atco, 1971)
- "Bell Bottom Blues" / "Keep On Growing" (Polydor, 1971)
- "Bell Bottom Blues" / "Little Wing" (RSO, 1973)
- "Why Does Love Got to Be So Sad?" [live] / "Presence of the Lord" [live] (RSO, 1973)
- "Got to Get Better in a Little While" / "Layla" (Polydor, 2011)

Các ca khúc khác thu âm trong buổi thu đầu tiên
- "Mean Old World" (Clapton & Allman)
- "(When Things Go Wrong) It Hurts Me Too" & "Tender Love" (từ băng thâu của Carl Radle)
- "Altar Rock" (sau này trở thành ca khúc "Gold Devils Roads" thu tại nhà riêng của Clapton vào năm 1971 với phần hát chính của Renee Armando)
- "Time" (phần thể hiện lại đoạn 2 của ca khúc "Layla" với phần hát chính của Booker T. & Priscilla Jones, phát hành vào năm 1973)

Hợp tác
- "Matchbox" (thu âm trực tiếp tại Johnny Cash Show cùng Cash & Carl Perkins, ngày 5 tháng 11 năm 1970)

Thu âm cho album thứ 2 tại phòng thu Olympic Studios, tháng 4 và 5 năm 1971
Một số được phát hành chính thức vào nhiều dịp khác nhau, song phần nhiều chỉ được biết đến qua các bootleg.
- "One More Chance"
- "Mean Old Frisco
- "High"
- "Snake Lake Blues"
- "Evil"
- "Son Of Apache"
- "Moody Jam"
- "Chocolate"
- "I've Been All Day"
- "Got To Get Better In A Little While"
- "Sick At Heart"
- "Is My Love"
- "It's Hard To Find A Friend"
- "Till I See You Again"
- "Yes, I Love You"